# Didymodon cuspidatus
Didymodon cuspidatus är en bladmossart som beskrevs av Georg Friedrich von Jaeger 1869. Didymodon cuspidatus ingår i släktet lansmossor, och familjen Pottiaceae. Inga underarter finns listade i Catalogue of Life.